# Oreostylidium
Oreostylidium é um gênero de plantas com flores na família Stylidiaceae com uma única espécie,Oreostylidium subulatum , que é endêmica da Nova Zelândia.O. subulatum é uma pequena planta com flores pequenas e brancas.Ele tem uma história botânica complicada que levou a algumas propostas para mover Oreostylidium ao gênero relacionado Stylidium.